# Eupithecia weissi
Eupithecia weissi là một loài bướm đêm trong họ Geometridae.